# Горіккер Михайло Львович
Михайло Львович Горіккер (13 січня 1895, Берислав, Херсонська губернія — 19 жовтня 1955, Москва) — радянський військовий діяч, генерал-майор технічних військ (1940). Батько режисера Володимира Горіккера.
Увійшов в історію війн XX століття як винахідник невибухового інженерного загородження протитанковий їжак, відомого також як «рогатка» або «зірочка Горіккера». Це загородження було прийнято на озброєння 3 липня 1941 року і зіграло помітну роль в обороні Києва, Москви, Ленінграда, Одеси, Севастополя та інших боях Великої Вітчизняної війни.

## Історія винаходу
М. Л. Горіккер отримав інженерну освіту і, будучи в числі організаторів танкових військ Червоної армії, створив танкодром на території Московського танко-технічного училища. Тут вперше у Горіккера зародилася думка про абсолютно новий принцип конструкції оборонних споруд, які були б здатні не тільки зупинити танк, але і вивести його з ладу.
У перші дні війни він зумів в найкоротші терміни закінчити всі розрахунки конструкції свого винаходу. Випробування на полігоні пройшли 3 липня 1941 року і нова протитанкова перешкода — «Зірочка Горіккера» — була прийнята Державною Урядовою комісією на озброєння Червоної армії.
Революційність винаходу полягала в рухливості «їжака» на відміну від прийнятого на той час статичної протитанкової перешкоди. Під натиском танка «їжак» перевертався, опинявся під ним, піднімав машину над землею і виводив з ладу ходову частину. Або під власною вагою танк, «сідав» на «їжак», пробивав днище і не міг продовжувати рух.
При виготовленні «їжаків» на місцях були випадки, коли, порушуючи конструкцію, їх розмір збільшували в півтора-два рази, що позбавляло їх задуманого основного призначення. Суть загородження полягала в тому, що їжак повинен бути вище, ніж кліренс танка, але нижче або на рівній висоті від ґрунту до верхнього краю нижнього лобового аркуша танка. Тільки за цієї умови він перевертався, а не відсовувався. Ідея була підкріплена точними розрахунками конструкції: максимальна висота «їжака» — від 0,8 до 1,0 м; вибір матеріалу для виготовлення — нарізані рейки, які забезпечували необхідну міцність; спосіб кріплення — зварювання під певними кутами. Врахована була найбільш раціональна розстановка загороджень: чотири ряди в шаховому порядку. Простота виготовлення дозволила в найкоротші терміни забезпечити Червону Армію новим протитанковими загородженнями, а вага конструкції робила її мобільною і легкою в установці.

## Біографія
Горіккер Михайло Львович народився 13 січня 1895 в місті Берислав Херсонської губернії.
У 1908-1915 — учень слюсаря-коваля, потім майстер в ковальському цеху слюсарно-механічної майстерні в місті Каховка.
1915-1916 — рядовий на фронтах Першої світової війни.
У 1917 році в зв'язку з важкими пораненнями проходив лікування в госпіталях.
З 1918 року — в Червоній армії. Учасник Громадянської війни.
У 1919 році — курсант, потім організатор командних курсів. Обіймав посади комісара польових госпіталів Південно-Західного фронту, комісара курсів важкої артилерії, потім комісара піхотних командних курсів.
1923 рік — слухач Військово-педагогічних курсів РККА, після закінчення яких, з 1925 по 1928 рік — головний інспектор Політуправління РККА по військово-навчальним закладам.
У 1929-1933 — слухач Військової академії механізації і моторизації РСЧА ім. Сталіна, закінчив інженерно-командний факультет, спеціалізація — конструктор бойових машин. Після закінчення — військовий інженер мотомехвійськ РККА.
З 1934 року — начальник Московського танко-технічного училища.
У 1938 році училище під його командуванням переведено до Києва з перейменуванням в Київське танко-технічне училище імені С. К. Тимошенко. Горіккер одночасно призначений начальником гарнізону міста Києва.
У 1940 році, при введенні в Червоній армії генеральських звань, отримав звання генерал-майора технічних військ.
У червні-липні 1941 року керував підготовкою Києва до оборони, а також займався евакуацією заводів, фабрик, навчальних закладів, в тому числі очолюваного ним танкового училища.
Потім відряджений до Москви для організації спеціалізованого Управління автомобільними військами Червоної армії.
У 1942-1943 роках — начальник автотранспортного Управління Головного Управління автодорожньої служби Червоної Армії, одночасно начальник оперативної групи Ставки на Сталінградському фронті.
У 1943 році — генерал-інспектор Головного автомобільного Управління Червоної Армії.
У 1944—1945 роках — начальник автомобільного управління Ленінградського фронту.
У 1945 році — начальник інспекції Головного автомобільного Управління Червоної Армії.
У 1946—1950 — начальник Рязанського військово-автомобільного училища.
З 1951 року — у відставці.
М. Л. Горіккер помер 19 жовтня 1955 року, похований в Москві на Введенському кладовищі.

## Нагороди
За Першу світову війну:
- Солдатський Георгіївський Хрест 4 ступеня;
- Солдатський Георгіївський Хрест 3 ступеня

У передвоєнний період:
- Орден Червоної Зірки;
- Орден «Знак Пошани»;
- Медаль «XX років Робітничо-Селянської Червоної Армії»

За Велику Вітчизняну війну:
- Орден Леніна;
- Орден Червоного Прапора;
- Орден Червоного Прапора;
- Орден Вітчизняної війни II ступеня (1944);
- Медаль «За оборону Москви»;
- Медаль «За оборону Ленінграда»;
- Медаль «За оборону Сталінграда»;
- Медаль «За перемогу над Німеччиною у Великій Вітчизняній війні 1941—1945 рр.»;

Після Вітчизняної війни:
- Ювілейна медаль «30 років Радянської Армії і Флоту»
- інші медалі

## Цікаві факти
За створення протитанкового їжака генерал-майору Горіккеру був вручений фотоапарат марки ФЕД.

## Постійні експозиції в музеях Москви, присвячені винаходу і його творцеві
- Центральний Музей Збройних сил РФ
- Центральний Музей Великої Вітчизняної війни
- Державний музей оборони Москви
- Музей історії військ Московського військового округу